# Lionel Cranfield (3e comte de Middlesex)
Lionel Cranfield, 3e comte de Middlesex (1625 - 26 octobre 1674) est un pair anglais, dénommé Hon. Lionel Cranfield de 1640 à 1651.

## Biographie

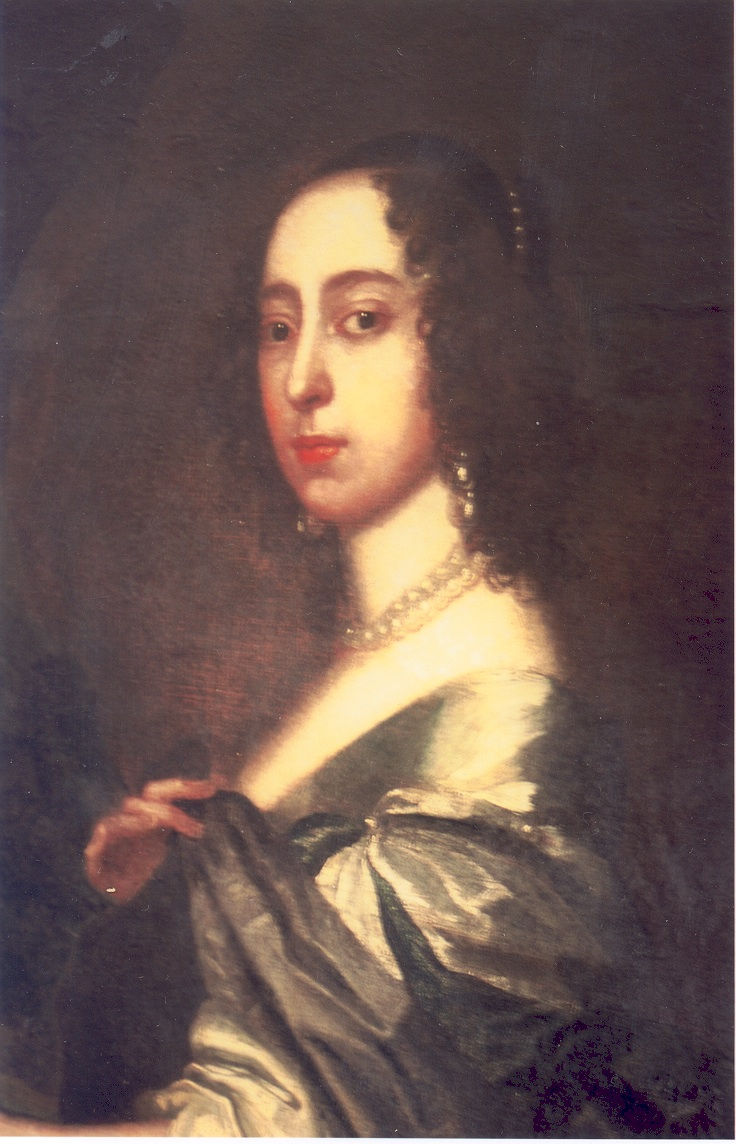
L'épouse de Cranfield, la comtesse douairière de Bath, devenue comtesse de Middlesex

Cranfield succède à son frère James comme comte de Middlesex en 1651. Vers 1655, il épouse Rachel, fille de Francis Fane, et veuve d'Henry Bourchier, 5e comte de Bath. Elle a douze ans de plus que lui et le mariage est malheureux. Ils n'ont pas d'enfants et la comtesse obtient une séparation de corps en 1661.
En mai 1660, le comte est l'un des six pairs délégués par le Parlement de la Convention pour inviter le roi Charles II d'Angleterre à revenir. Il est nommé gentilhomme de la chambre à coucher de Charles II en 1673.
Il meurt l'année suivante sans descendance, ses titres s'éteignent et ses domaines passent à son neveu Charles Sackville.